# Ștertești
Ștertești falu Romániában, Fehér megyében.

## Fekvése
Vidrișoara közelében fekvő település.

## Története
Şterteşti korábban Vidrişoara része volt, 1956 körül vált külön 100 lakossal.
1966-ban 89, 1977-ben 42, 1992-ben 13, 2002-ben pedig 8 román lakosa volt.